# Tjekkiets nationalvåben
Tjekkiets nationalvåben viser de tre historiske regioner i Centraleuropa som landet består af.
Bøhmens våben er med er med to gange (i første og fjerde felt) for at symbolisere regionens traditionelle betydning. Våbenet viser en sølvfarvet, tohalet løve på rød baggrund. I andet felt er den mähriske rød- og sølv-ternede ørn på blå baggrund. I tredje felt ses Schlesiens våben, en sort ørn på gylden baggrund, selv om blot en lille del af den historiske region Schlesien hører til Tjekkiet.
- Wikimedia Commons har flere filer relateret til Tjekkiets nationalvåben

| Artikelstump | Spire Denne artikel om et rigsvåben eller statsvåben er en spire som bør udbygges. Du er velkommen til at hjælpe Wikipedia ved at udvide den. |